# المون (کالیفرنیا)
المون (به انگلیسی: Ilmon) یک منطقهٔ مسکونی در ایالات متحده آمریکا است که در شهرستان کرن، کالیفرنیا واقع شده‌است. المون ۳۰۷ متر بالاتر از سطح دریا واقع شده‌است.